# Districte de Derry
El Districte de la ciutat de Derry (gaèlic irlandès Comhairle Cathrach Dhoire; Ulster-Scots: Derry Cittie Cooncil) és l'autoritat de govern local de la ciutat de Derry a Irlanda del Nord. El consell del districte proveeix serveis a una població de 107.877 persones, el tercer districte més poblat d'Irlanda del Nord.
El consell està format per 30 consellers elegits cada quatre anys de les cinc àrees electorals i té la seu a The Guildhall. L'alcalde durant el terme 2013-2014 és Martin Reilly del SDLP, mentre que Gary Middleton del DUP serveix de tinent d'alcalde.

## Esdeveniments polítics
Des de les eleccions de 1973 el consell de la ciutat de Derry City ha estat escollit sota el sistema del vot únic transferible cada quatre anys. Les eleccions es convoquen en cinc àrees electorals, les fronteres de les quals foren canviades durant les eleccions locals de 1985, quan el nombre de consellers fou incrementat de 27 a 30.
Les últimes eleccions al consell de la ciutat de Derry City Council van tenir lloc el 5 de maig de 2011, on es votaven 30 regidors repartits en cinc àrees electorals. El resultat fou que els quatre partits van obtenir els mateixos resultats escons que havien obtingut a les eleccions de 2005, on el SDLP fou el partit més votat a dos escons només del control total sobre el consell. Aquest és el sumari dels resultats electorals:
| Partit | Partit                                     | 1973 | 1977 | 1981 | 1985 | 1989 | 1993 | 1997 | 2001 | 2005 | 2011 |
| ------ | ------------------------------------------ | ---- | ---- | ---- | ---- | ---- | ---- | ---- | ---- | ---- | ---- |
|        | Social Democratic and Labour Party         | 10   | 13   | 14   | 14   | 15   | 17   | 14   | 14   | 14   | 14   |
|        | Sinn Féin                                  |      |      |      | 5    | 5    | 5    | 8    | 10   | 10   | 10   |
|        | Partit Unionista Democràtic                | 9†   | 2    | 5    | 5    | 4    | 5    | 4    | 4    | 5    | 5    |
|        | Partit Unionista de l'Ulster               | 9†   | 6    | 4    | 5    | 3    | 2    | 3    | 2    | 1    | 1    |
|        | Alliance                                   | 4    | 2    |      |      |      |      |      |      |      |      |
|        | Nationalist Party/Irish Independence Party | 3    | 4    | 4    | 1    |      |      |      |      |      |      |
|        | Unionistes Independents                    |      |      |      |      | 2    | 1    | 1    |      |      |      |
|        | Republican Clubs                           | 1    |      |      |      |      |      |      |      |      |      |
|        | Partit Democràtic de l'Ulster              |      |      |      |      | 1    |      |      |      |      |      |

†Els partits unionistes participaren en les eleccions de 1973 sota un pacte electoral, United Loyalists. Dels 9 regidors que van obtenir 5 foren elegits a les eleccions de 1977 amb l'UUP, 1 amb DUP, 1 amb Partit Unionista Progressista Vanguard, 1 com a lleialista, i un no es va presentar.

## Alcalde
L'"alcalde de Derry" és un càrrec honorífic atorgat a un ciutadà de Derry, que en la pràctica és membre del Consell de la Ciutat de Derry elegit pels seus parells al Consell per a un mandat d'un any. L'alcalde actual és Martin Reilly (SDLP), mentre que Gary Middleton (DUP) és tinent d'alcalde.
El càrrec té una llarga història. En la carta municipal de 1604 fou nomenat un prebost, que el 1613 fou substituït per un "mayor" o alcalde, càrrec que fou ocupat per primer cop per John Rowley. La Constitució de la Ciutat de 1665 establia:
| « | I més endavant ho farem, i per la present per nosaltres els nostres hereus i successors no atorgar i ordenen, que per sempre a partir d'ara hi hagi i ha d'estar dins de la ciutat esmentada de Londonderry un dels ciutadans més honestos i discrets de l'esmentada ciutat, o dels habitants més honestos i discret dins de la seva llibertat, en la forma en endavant en aquesta, s'esmenten, de tant en tant per ser elegit, que serà anomenat alcalde d'aquesta ciutat. | » |

Durant gran part de la seva història ha estat dominada pels unionistes (degut en gran part a la pràctica del gerrymandering), però en els últims anys la majoria dels alcaldes han estat nacionalistes, cosa que reflecteix la composició de la població actual de la ciutat. En la dècada de 1990 el càrrec es va alternar entre els regidors nacionalistes i unionistes, independentment del nombre de vots de cada bàndol.
Des de 1921 fins a 1969, l'alcalde tenia dret automàticament a un seient al Senat d'Irlanda del Nord.